# دودلي دوليتل
دودلي دوليتل هو محامي وسياسي أمريكي، ولد في 21 يونيو 1881 في كوتنوود فولز في الولايات المتحدة، وتوفي في 14 نوفمبر 1957 في إمبوريا في الولايات المتحدة. نشط حزبياً في الحزب الديمقراطي. وقد انتخب عضو مجلس النواب الأمريكي ‏.